# Rovde kommun
Rovde kommun (norska: Rovde kommune) var en kommun i Møre og Romsdal fylke i Norge. Kommunen omfattade den sydöstra delen av nuvarande Sande kommun (södra delen av Gurskens socken) samt den nordöstra delen av nuvarande Vanylvens kommun (Rovde socken). Byn Rovdane utgjorde kommunens centralort.

## Administrativ historik
Rovde kommun upprättades den 1 januari 1905 genom utbrytning ur Sande kommun. Kommunen hade 610 invånare vid upprättandet.
Den 1 januari 1964 upplöstes kommunen och delades. Området på norra sidan av Rovdefjorden (med 562 invånare) fördes, tillsammans med en del av Herøy kommun, till Sande kommun medan området på södra sidan av Rovdefjorden (Rovdestranda med 436 invånare) fördes, tillsammans med Syvde kommun, till Vanylvens kommun. Kommunen hade vid delningen totalt 998 invånare.